# Steve McClaren
Stephen „Steve“ McClaren (* 3. Mai 1961 in Fulford, York) ist ein ehemaliger englischer Fußballspieler und aktueller Trainer.

## Jugendzeit
McClaren besuchte die Nunthorpe Grammar School, die bekannt dafür ist, dem aktiven Schulsport einen großen Stellenwert einzuräumen. McClaren war zu dieser Zeit ebenfalls sehr sportlich, fuhr täglich 16 Kilometer zu seiner Schule mit dem Fahrrad und spielte aktiv Squash, wobei er dort seinem sehr talentierten Vater nacheiferte. Weitere Sportarten, denen McClaren nachging, waren Rugby und Tennis. Seinen Durchbruch konnte er jedoch im Fußball feiern, als er es bis in eine Jugendauswahl der Grafschaft Yorkshire schaffte. Er schloss sich danach im Jahre 1977 im Alter von 16 Jahren der Nachwuchsabteilung des Vereins Hull City an.

## Spielerlaufbahn
Während seiner Spielerlaufbahn agierte der Mittelfeldspieler McClaren zumeist in den unteren Profiligen. Nach seinem Engagement bei Hull City spielte er für Derby County, auf Leihbasis für Lincoln City und danach noch für Bristol City und Oxford United, bis ihn eine Verletzung im Jahr 1990 zwang, seine aktive Laufbahn zu beenden.

## Trainerlaufbahn

### Anfänge als Reserve- und Co-Trainer
Kurz nachdem er seine Fußballschuhe an den Nagel gehängt hatte, begann McClaren mit seiner Trainerkarriere bei der Reservemannschaft von Oxford United, wo zu diesem Zeitpunkt Jim Smith als Trainer fungierte. Im Jahr 1995 wurde er zum Co-Trainer der ersten Mannschaft befördert, folgte dann Smith bei seinem Wechsel zu Derby County und assistierte diesem auch bei seinem neuen Verein. Im Dezember des Jahres 1998 nahm er ein Angebot von Manchester United an und wurde dort der Nachfolger von Brian Kidd als Co-Trainer von Sir Alex Ferguson. In der Rückserie verlor er mit Manchester kein Spiel und gewann im Anschluss das Triple aus englischer Meisterschaft, FA Cup und Champions League.

### FC Middlesbrough
Im Sommer des Jahres 2001 bot ihm der Präsident des FC Middlesbrough, Steve Gibson, die Übernahme des Cheftraineramts an. McClaren nahm die Aufgabe an und erreichte mit seiner neuen Mannschaft in der ersten Saison auf Anhieb das FA-Cup-Halbfinale, wo er jedoch dem FC Arsenal mit 0:1 unterlag. Im Jahr 2004 gewann er mit Middlesbrough nach einem Endspielsieg gegen die Bolton Wanderers im Millennium Stadium in Cardiff mit dem Ligapokal die erste Trophäe in der Vereinsgeschichte und qualifizierte sich somit ebenfalls erstmals für einen europäischen Vereinswettbewerb. Daraufhin verpflichtete er international erfahrene Spieler, beispielsweise Ray Parlour von Arsenal, und kam mit seinem Team in der Premier League 2004/05 auf den siebten Tabellenplatz, was die höchste Premier-League-Platzierung in der Vereinsgeschichte darstellte und die erneute Qualifikation für den UEFA-Pokal einbrachte. Im FA Cup 2005/06 gelangte McClaren mit dem FC Middlesbrough erneut in das Pokal-Halbfinale und erreichte im UEFA-Pokal 2005/06 sogar das Endspiel, in dem man im Mai 2006 dem FC Sevilla allerdings mit 0:4 klar unterlag.

### Englische Nationalmannschaft
McClaren war neben seiner Tätigkeit als Vereinstrainer auch Assistent von Sven-Göran Eriksson bei der englischen Nationalmannschaft. Er übte diese Tätigkeit seit dem Jahr 2000 aus, als Peter Taylor kurzfristig als englischer Nationaltrainer auf Interimsbasis arbeitete.
Am 23. Januar 2006 kündete der englische Verband an, dass Eriksson die englische Nationalmannschaft nach der WM 2006 in Deutschland nicht mehr betreuen wird. McClaren entwickelte sich daraufhin neben Luiz Felipe Scolari, Martin O’Neill, Sam Allardyce und Alan Curbishley zu einem von der Football Association (FA) bevorzugten Nachfolgekandidaten. Nach einem längeren Auswahlprozess, in dessen Folge Scolari sein Interesse widerrief, wurde McClaren am 4. Mai 2006 zum neuen englischen Nationaltrainer ernannt. Sein auf vier Jahre festgeschriebener Vertrag begann am 1. August 2006.
McClarens Wahl wurde von Kritik und Zustimmung begleitet. Während Alan Hansen die Dauer des Auswahlverfahrens kritisierte und vermutete, dass in erster Linie die gute Leistung des FC Middlesbrough mit dem Erreichen des UEFA-Pokal-Endspiels für die Personalentscheidung ausschlaggebend war, befürworteten andere Experten, darunter Sir Alex Ferguson und Sir Trevor Brooking, die Entscheidung der FA.
Nach der verpassten Qualifikation für die Fußball-Europameisterschaft 2008 wurde der Vertrag mit McClaren schon am 22. November 2007 wieder aufgelöst. Während seiner 15-monatigen Tätigkeit gelang es ihm nicht, die Mannschaft zu einer Einheit zu formen. Kritisiert wurde insbesondere sein inkonsequenter Umgang mit dem früheren Mannschaftskapitän David Beckham, den er erst aussortierte und dann zurückholte. McClaren wurde zum Schluss als „McClown“ verspottet. Nach der vorzeitigen Vertragsauflösung soll McClaren eine Abfindung von mehr als drei Millionen Euro erhalten haben.

### FC Twente
Im Sommer 2008 übernahm McClaren das Traineramt beim niederländischen Klub FC Twente. Dort übernahm er von Fred Rutten eine intakte Mannschaft, die in der Saison 2007/08 den vierten Tabellenrang belegt hatte. Diesen Erfolg konnte McClaren in der Eredivisie 2008/09 noch steigern und landete hinter dem AZ Alkmaar auf Platz zwei. Außerdem erreichte das Team das Finale um den KNVB-Pokal, musste sich dort aber im Elfmeterschießen gegen den SC Heerenveen geschlagen geben. Die Saison 2009/10 begann sehr gut und McClarens Team setzte sich an der Spitze der Tabelle fest. Diesen Platz gab sie auch im Meisterschaftsfinale nicht wieder ab und der Trainer führte den Verein zum ersten Meistertitel der Vereinsgeschichte. Mit insgesamt 86 Punkten hatte die Mannschaft so viele wie noch nie seit der 1995 eingeführten 3-Punkte-Regel. Bis dahin stand der Rekord bei 69 Zählern, die McClaren im Vorjahr holte. Nach Ende der Spielzeit wurde der Engländer für seine Leistung mit dem Rinus-Michels-Preis, eine Ehrung für den besten Trainer des Jahres, ausgezeichnet. Damit war er der erste Ausländer, der diesen Titel erhielt.

### VfL Wolfsburg
Am 11. Mai 2010 unterschrieb McClaren einen Zweijahresvertrag beim VfL Wolfsburg zum 1. Juli. Damit ist er der erste englische Trainer, der ein Team aus der 1. Bundesliga trainierte. Mit McClarens Ankunft in Wolfsburg veränderte auch die Mannschaft ihr Bild. Spieler wie Christian Gentner, Jonathan Santana, Obafemi Martins und viele weitere Akteure verließen den Klub. Die namhaftesten Neuzugänge waren Cícero Santos, Arne Friedrich, Simon Kjær und Diego. Mit diesem veränderten Kader ging der Verein mit hohen Erwartungen in die Saison 2010/11. Bis zur Winterpause konnte McClaren diese aber nicht erfüllen und stand bereits frühzeitig in der Kritik. Schließlich fand sich die Mannschaft zu Weihnachten auf Rang 13, nur vier Punkte vor dem Relegationsplatz, wieder. Am 22. Dezember schied man gegen den Zweitligaverein Energie Cottbus im DFB-Pokal aus. Nach nur einem Sieg in den ersten vier Spielen der Rückrunde wurde der Engländer am 7. Februar 2011 vom Klubvorstand beurlaubt. Für ihn übernahm vorerst sein Co-Trainer Pierre Littbarski.

### Nottingham Forest
In der Sommerpause 2011 übernahm McClaren das Traineramt beim englischen Zweitligisten Nottingham Forest. Beim Europapokalsieger der Landesmeister von 1979 und 1980 sollte es seine Aufgabe sein, den Verein erstmals seit der Premier League 1998/99 wieder in die erste englische Liga zu führen. Nach zehn Spielen, von denen Nottingham nur zwei gewann, wurde allerdings auch dieses Engagement am 2. Oktober 2011 wieder aufgelöst.

### FC Twente zum Zweiten
In der Winterpause 2011/12 verpflichtete der FC Twente McClaren erneut. Er folgte dem Niederländer Co Adriaanse als Trainer und Manager. Sein Vertrag lief über zweieinhalb Jahre. Nachdem sein Team in der Eredivisie sechs Spiele ohne Sieg geblieben und von der Tabellenspitze auf den fünften Platz zurückgefallen war, trat McClaren am 26. Februar 2013 als Trainer zurück.

### Derby County
Am 30. September 2013 wurde McClaren als neuer Trainer des englischen Zweitligisten Derby County vorgestellt. Mit seiner Mannschaft erreichte er als Tabellendritter der Football League Championship 2013/14 die Play-offs, verpasste jedoch aufgrund einer 0:1-Niederlage im Finale gegen Queens Park Rangers den Aufstieg in die Premier League.
Als Derby in der Saison 2014/2015 am letzten Spieltag die Play-off-Plätze der Football League Championship verpasste, nachdem das Team zuvor fast die gesamte Saison auf einem Aufstiegs- oder Play-off-Platz gestanden hatte, wurde Steve McClaren am 25. Mai 2015 entlassen.

### Newcastle United
Im Juni 2015 übernahm er den Trainerposten beim Erstligisten Newcastle United. Am 11. März 2016 wurde die Zusammenarbeit wieder beendet. Newcastle belegte zu diesem Zeitpunkt den vorletzten Platz der Premier League 2015/16 mit einem Punkt Rückstand auf einen Nichtabstiegsplatz.

### Derby County
Am 12. Oktober 2016 gab der Zweitligist Derby County die erneute Verpflichtung von Steve McClaren bekannt. Der ambitionierte Verein lag zu diesem Zeitpunkt lediglich auf dem 20. Tabellenrang und hatte daher Manager Nigel Pearson entlassen. Dank einer zwischenzeitlichen Siegesserie führte McClaren sein Team in die Play-off-Ränge, ehe sich die Leistungen seiner Mannschaft wieder deutlich verschlechterten und den avisierten Aufstieg in die Premier League in weite Ferne rücken ließ. Am 12. März 2017 veröffentlichte Derby die erneute Entlassung von seinem Manager.

### Maccabi Tel Aviv
Ende August 2017 wurde McClaren Trainerberater beim von Jordi Cruyff trainierten Klub Maccabi Tel Aviv in Israel, bereits Ende Dezember 2017 trat er von dieser Position wieder zurück.

### Queens Park Rangers
Im Mai 2018 wurde McClaren als Cheftrainer des Zweitligisten Queens Park Rangers vorgestellt. Nachdem ihm seit Ende 2018 nur ein Sieg aus 15 Ligaspielen gelungen war, wurde er am 1. April 2019 wieder entlassen.

### Jamaika
Nach zwei Jahren als Co-Trainer von Manchester United wurde er im August 2024 Cheftrainer der Jamaikanischen Fußballnationalmannschaft.